# Шевчук Мар'яна Сергіївна
Мар'яна Сергіївна Шевчук (22 травня 1996, Хмільник, Вінницька область, Україна) — українська паверліфтерка, чемпіонка XVI літніх Паралімпійських ігор. Заслужений майстер спорту України.
Представляє Вінницький регіональний центр з фізичної культури і спорту осіб з інвалідністю «Інваспорт».
У січні 2019 року отримала титул найкращої паверліфтерки світу 2018 року.
9 червня 2022 року Шевчук не впоралася з керуванням авто, спричинивши серйозну ДТП біля села Пиківська Слобідка на Вінниччині. Мар'яну було госпіталізовано, двоє її пасажирок померли в лікарні від отриманих травм.

## Досягнення

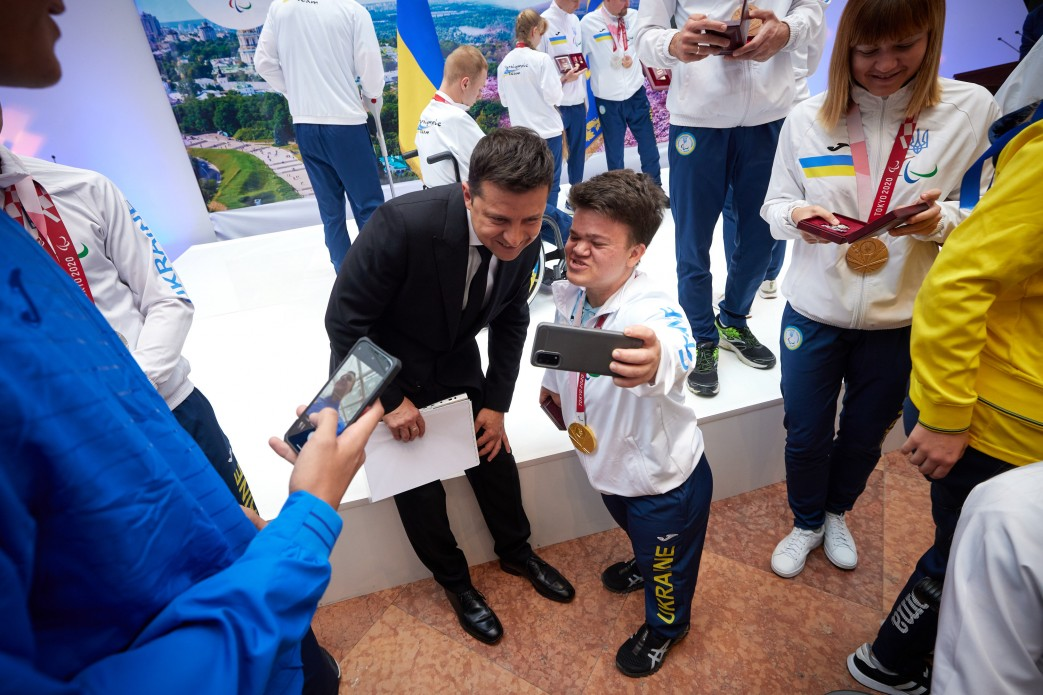
Мар'яна із Зеленським на зустрічі Президента України зі спортсменами збірної — призерами XVI літніх Паралімпійських ігор 17 вересня 2021

- Відкритий чемпіонат європи у Егері (Угорщина) 2015 р. у ваговій категорії до -55 кг світовий та європейський рекорд серед юніорів 106 кг;
- XV літні Паралімпійські ігри у Ріо-де-Жанейро 2016 р. у ваговій категорії до -55 кг світовий та європейський рекорд серед юніорів 107 кг;
- Відкритий чемпіонат Європи у Берк-сюр-Мері (Франція) 2018 р. у ваговій категорії до -55 кг світовий рекорд серед дорослих 130,5 кг;
- Кубок світу у Дубаї (ОАЄ) 2019 р. у ваговій категорії до -55 кг світовий рекорд серед дорослих 131 кг;
- Кубок світу у Манчестері (Британія) 2021 р.; у ваговій категорії -55 кг виборола І місце та встановила новий світовий рекорд серед дорослих — 132 кілограми;
- XVI літні Паралімпійські ігри Токіо 2020 — 1 місце у ваговій категорії до 55 кг, піднята вага 125 кг;
- Чемпіонат світу у Тбілісі 2021 — 1 місце та рекорд світу з вагою 133,5 кг (вагова кат. — до 55 кг).

## Державні нагороди
- Орден княгині Ольги ІІІ ступеня — За значний особистий внесок у розвиток паралімпійського руху, досягнення високих спортивних результатів на XVI літніх Паралімпійських іграх у місті Токіо (Японія), виявлені самовідданість та волю до перемоги, утвердження міжнародного авторитету України[3].